# 탁발대
탁발대(拓跋貸)는 삭두부(索頭部) 선비(鮮卑)의 수령이다. 탁발모의 아들이다. 북위 도무제에 의해 절황제(節皇帝)로 추존되었다. 도무제는 선조들을 추존하였는데, 그 이름들은 소문에 따른 것이 많았다.